# Kaqusha Jashari
Kaqusha Jashari (Skënderaj, 1946 – Pristina, 6 mei 2025) was een Kosovaars-Albanese politica en ingenieur. Van de kant van haar moeder is ze van Montenegrijnse afkomst.
Ze voltooide een technische opleiding en werkte onder andere als docent voordat ze in 1975 fulltime ambtenaar werd van de Liga van Communisten van Joegoslavië. Vanaf 1987 was Jashari voorzitter van de Uitvoerende Raad van de Socialistische Autonome Provincie Kosovo. In 1988 was zij voorzitter van de Liga van Communisten van Kosovo. In november 1988 werden zij en de president van SAP Kosovo, Azem Vllasi, afgezet door Slobodan Milošević, want zij verwierpen de afschaffing van de autonomie van de provincie Kosovo.
Daarna werkte ze als ambtenaar aan de infrastructuur van Kosovo en in een particuliere onderneming. Jashari is sinds de vroege jaren 1990, lid van de Sociaal-Democratische Partij van Kosovo, waarvan zij in 2000 voorzitter werd als opvolgster van Besim Bokshi. Sinds 2007 was ze lid van het parlement van Kosovo, waarvoor ze op de lijst van de Democratische partij van Kosovo kandidaat stond (haar partij stond een onafhankelijke kandidatuur voor). De partijleider van de sociaaldemocraten werd in 2008 Agim Ceku, terwijl Kaqusha Yasar voorzitter van de sociaaldemocratische vrouwenorganisatie werd.
Ze was getrouwd en kreeg twee kinderen.
Jashari overleed op 6 mei 2025 op 78-jarige leeftijd.
- Gemeinsame Normdatei: 1081655119
- Virtual International Authority File: 14145424471786830405
- WorldCat: E39PBJgtcCdHxk4X7C6vHrQrMP